# Tintenwelt-Tetralogie
Die Tintenwelt-Tetralogie ist eine Jugendromanreihe der deutschen Autorin Cornelia Funke aus dem Bereich der Fantasy. Sie handelt von Büchern, den darin lebenden Figuren sowie vom Lesen und Vorlesen. Im deutschen Sprachraum wurden bis heute über 4 Millionen Bücher der Reihe verkauft.

## Publikationsgeschichte
Der erste Band Tintenherz erschien im Jahr 2003 im Cecilie Dressler Verlag. Das Buch gewann mehrere Auszeichnungen, darunter den Phantastik-Preis der Stadt Wetzlar, und wurde zu einem internationalen Bestseller. Es gibt Übersetzungen in 23 Sprachen, darunter ins Englische, Französische und Spanische.
2005 folgte der zweite Teil unter dem Titel Tintenblut. Der dritte Roman Tintentod erschien 2007. 2023 erschien im Dressler-Verlag der vierte Band der Reihe, Die Farbe der Rache.
Damit wurde die Trilogie zur Tetralogie.

## Handlung

### Tintenherz
Tintenherz handelt von dem Buchbinder Mortimer Folchart (genannt Mo) und seiner Tochter Meggie. Mo, der Buchliebhaber und Lesesüchtige, hat eine Begabung, die ihm selbst rätselhaft ist. Eines Tages, als Meggie noch klein ist, liest er seiner Frau Teresa (genannt Resa) aus dem Buch Tintenherz mit seiner begnadeten Stimme vor. Dabei werden der Verbrecher Capricorn und weitere Figuren aus dem Buch heraus in die wirkliche Welt gelesen. Dafür verschwinden Resa und zwei Katzen für zehn lange Jahre in der mittelalterlichen Tintenwelt.
Jahre später kommt ein für Meggie fremder Mann zu Mo, um ihn zu warnen, dass das Buch gefährdet sei. Es ist der Feuerspucker Staubfinger, der damals im Tausch mit Meggies Mutter aus dem Buch gekommen war. Gemeinsam fahren sie Richtung Süden, um mit Hilfe von Meggies Großtante Elinor das Buch zu verstecken, in dem Resa vielleicht immer noch lebt. Doch Capricorn und seine Schergen, allen voran der abergläubische Basta, wollen das letzte Exemplar in ihre Hände bekommen, um den Schatten, eine gefährliche Kreatur und alten Verbündeten Capricorns, herauslesen zu lassen. Sie gelangen schließlich in den Besitz des Buches. Aber nach einigen Wendungen, nach Gefangennahmen und Befreiungen, versucht Mo mit Hilfe von Fenoglio, dem Erfinder von Capricorn, diesen zu besiegen. Doch Meggie und Fenoglio werden von Basta gefangen genommen. Es stellt sich heraus, dass Meggie die Begabung des Herauslesens von ihrem Vater geerbt hat. Das erkennt sie, als sie Tinker Bell aus Peter Pan herausliest. Unterdessen versuchen Mo, Elinor und Farid (er wurde von Mo aus den Märchen aus 1001 Nacht herausgelesen) die Entführten zu befreien. Mit Fenoglios Schreibkünsten, Meggies magischer Begabung und der Hilfe von Mo schaffen sie es, das Blatt zu wenden und Capricorn und seine Männer zu vernichten. Resa gelingt es nach Jahren der Unterdrückung durch Capricorn und der Sehnsucht nach ihrer Familie zurückzukehren – allerdings stumm. Resa erzählt Meggie in Zeichensprache, wie es in der Tintenwelt ist. Meggie ist von dieser zauberhaften und geheimnisvollen Welt sehr begeistert.

### Tintenblut
Der Zauber von Tintenherz lässt Meggie nicht mehr los, deshalb reist sie mit Farid in die Tintenwelt, um dort die Welt, die ihre Mutter Resa beschrieben hatte, zu erkunden. Zunächst lässt sich der Feuerspucker Staubfinger aus Sehnsucht nach seiner alten Welt von Orpheus (der sich nach dem mythischen Sänger benannt hat) in die Tintenwelt zurücklesen. Dabei bleibt durch eine Manipulation von Orpheus der Lehrling Staubfingers, Farid, zurück und fällt dem bösen Messerhelden Basta in die Hände. Doch Farid kann entfliehen, um die Familie des Buchbinders Mortimer, dessen Tochter Meggie er liebt, zu warnen und sich durch Meggie in die Tintenwelt lesen zu lassen, um dort sein Vorbild Staubfinger warnen und beschützen zu können.
Tatsächlich gelingt es ihm, Meggie, die wie keine andere über die Fähigkeit des Hinüberlesens verfügt, für seinen Plan zu gewinnen. Doch sie liest sich bewusst ebenfalls in die Tintenwelt – und gegen ihre Absicht auch Gwin, den gehörnten Marder, der Staubfingers Tod bedeutet. Nachdem sich Meggie und Farid vom Weglosen Wald bis zum Lager der Spielleute durchschlagen konnten, treffen sie dort auf Fenoglio. Dieser lebt, seit er von Meggie in die Tintenwelt gelesen wurde, als der Hofdichter des Speckfürsten in dessen Stadt Ombra und nimmt Meggie bei sich auf. Farid kommt bei Staubfinger und seiner Frau Roxane auf deren Kräuterhof unter.
Farids Warnung bleibt erfolglos. Der Buchbinder wird von Basta und dessen Herrin Mortola überrascht. Er, Resa und seine Gegner werden von Orpheus in die Tintenwelt gelesen. Mo wird von Mortola mit einem Gewehr angeschossen und er und Resa werden sich selbst überlassen. Die Nessel (eine der besten Heilerinnen der Tintenwelt) findet die beiden und bringt sie in das geheime Lager der Spielleute, wo sie nur auf Ablehnung stoßen, die der Schwarze Prinz mit seiner Anwesenheit jedoch in den Hintergrund drängen kann.
Während Staubfinger in Tintenherz mehrmals Mitglieder von Meggies Familie den Verbrechern ausgeliefert hat, wird er hier zu ihrem Helfer. Über weite Strecken wird er zur Hauptfigur, weil er als einziger mit allen Bereichen der Tintenwelt vertraut ist. Er versteht die Sprache der Bäume, weiß mit allen Fabelwesen umzugehen und beherrscht so perfekt das Feuer, dass er es sogar mit dem Wasser zusammenzwingen kann. Außerdem verkehrt er mit Spielleuten, Heilern und Räubern, die hier die Gegenpartei zum Prinzip des Bösen darstellen. Mit dem Schwarzen Prinzen, dem Beschützer der Spielleute und Anführer der Räuber, ist er schon von Kindheit an befreundet.
Dagegen hat der Dichter Fenoglio Schwierigkeiten, sich in der von ihm erschaffenen Welt zurechtzufinden. Während er in Tintenherz durch seine Macht über Figuren der Tintenwelt Wesentliches zur Rettung der Familie Meggies beitrug, hat sein Eingreifen in die Handlung der Tintenwelt zwiespältige Wirkungen. Mehrmals verändert er mit Meggies Hilfe die Tintenwelt, doch immer wieder verwirklichen sich seine Ideen anders als geplant.
Nachdem Mo, Resa und andere Spielleute von den Männern des Natternkopfes entführt werden, machen sich Meggie, Farid und Staubfinger auf den Weg zur Nachtburg, um diese zu befreien.
Meggie gerät ebenfalls in die Hände des Natternkopfes und sowohl sie als auch ihr Vater können nur die Freiheit für sich und die anderen gefangenen Spielleute erlangen, wenn sie dem König der Nachtburg ein leeres Buch binden, welches ihn unsterblich machen soll.
Zufrieden mit Mos Werk lässt der Natternkopf sie tatsächlich frei, plant aber von Anfang an für sie einen Hinterhalt. Staubfinger, Farid, der Schwarze Prinz und mehrere andere Männer eilen ihnen jedoch zu Hilfe. Im Gefecht wird Farid von Basta vor Meggies Augen getötet, welcher wiederum aus Rache von Mo mit dem Schwert durchbohrt wird.
Sowohl Staubfinger als auch Meggie kommen über den Tod des Jungen nicht hinweg, weshalb letztendlich Staubfinger sein Leben für das Farids gibt. Nach dieser Handlung liest Meggie Orpheus in die Tintenwelt, der etwas schreiben soll, um Staubfinger zurückzuholen, da Fenoglio es aufgegeben hat.

### Tintentod
Im dritten Band spitzt sich der Konflikt zwischen Meggies Eltern über die Frage zu, ob sie in der Tintenwelt, der Welt des Buches, bleiben oder in die reale Welt, in der das Buch geschrieben und gelesen wird, zurückkehren sollen. Schwerpunkt der Handlung ist die Auseinandersetzung zwischen Fenoglio, dem Erschaffer der Tintenwelt, und dem Plagiator Orpheus, der die Tintenwelt nach seinen Vorstellungen verändern will.
Buchbinder Mo wird in der Tintenwelt unter dem Namen „Eichelhäher“ zu einer Art Robin Hood und kämpft auf der Seite des Guten gegen den bösen Fürsten Natternkopf und dessen Soldaten.
Meggie fühlt sich von Farid, der Orpheus als Gegenleistung für die Wiedererweckung Staubfingers dient, immer mehr vernachlässigt und wird langsam für die Werbungen Dorias, eines jungen Gefolgsmannes des schwarzen Prinzen, empfänglich.
Der Natternkopf ist zwar unsterblich, da Mo aber das „Leere Buch“ manipuliert hatte, beginnt er genau wie das Buch langsam zu faulen.
Orpheus fühlt sich in der Tintenwelt sehr wohl und beginnt sie nach eigener Vorstellung sowie zu seinem Vorteil umzuschreiben, was Fenoglio sehr missfällt.
Resa, die inzwischen schwanger ist, möchte wieder zurück in die reale Welt. Sie schließt mit Orpheus einen Handel ab, wobei sie Mo dazu bringen soll, die weißen Frauen zu rufen. Als Gegenleistung schreibt Orpheus ihr die Zeilen, die sie und Meggie in die andere Welt zurückbringen. In Wahrheit dient der Handel Orpheus als Köder, denn er will beim Tod Mo gegen Staubfinger eintauschen. Nachdem Resa sowie auch Farid, von Orpheus instruiert, Mo dazu überreden, ruft dieser die „weißen Frauen“ herbei, die ihn, so wie es Orpheus heimlich plante, in ihre Welt entführen.
Der Tod, bzw. die „große Wandlerin“, will Mo bestrafen, weil er dem Natternkopf das „leere Buch“, mit dem dieser unsterblich gemacht worden ist, gebunden hat, und stellt ihm aus Liebe zu ihren Töchtern den „weißen Frauen“ ein Ultimatum. Er soll bis zum Ende des Winters das Buch zerstören, da er ihn und seine Tochter Meggie sonst holen will. Mo geht auf das Ultimatum ein und bekommt Staubfinger an seine Seite gestellt.
Nachdem der Natternkopf mit Hilfe des Pfeifers alle Kinder Ombras entführt, liefert sich Mo im Tausch gegen diese an Violante, die Tochter des Natternkopfes, aus. Diese hatte ihm zuvor angeboten, ihm zu helfen, ihren Vater zu töten. Darüber hinaus erklärt er sich bereit, das „leere Buch“ wieder instand zu setzen.
Als die Kinder wieder frei sind, werden sie vom schwarzen Prinzen zusammen mit Meggie, Farid, Fenoglio sowie Elinor und Darius, der sich und Elinor in die Tintenwelt gelesen hatte, in Sicherheit gebracht. Als aber der Aufenthaltsort verraten wird, werden diese eilig zu dem „Baum der Nester“ geschafft, dessen Existenz Fenoglio noch rechtzeitig eingefallen ist. Dort kann Meggie mit Hilfe Fenoglios mehrfach die Ereignisse durch ihre Gabe des Vorlesens zum Guten wenden. Zu guter Letzt erscheint ihr eine „weiße Frau“, die ihr Das letzte Lied des Eichelhähers (und somit Mo) auf ein Blatt Papier schreibt.
Zudem stellt sie verwundert fest, dass sie auch starke Gefühle für Doria empfindet. Von Fenoglio erfährt sie, dass dieser die Figur einer Geschichte ist, die Fenoglio nie veröffentlicht hat. Doria ist dort als erwachsener Mann ein berühmter Erfinder sowie mit einer Frau verheiratet, die aus einem fernen Land kommt und ihn auf die Ideen für seine Erfindungen bringt.
Violante schafft Mo auf die Burg im See, das verlassene Schloss ihres Großvaters. Staubfinger begleitet ihn. Wie erwartet trifft auch ihr Vater ein. Doch durch einen geheimen Gang nehmen seine Männer die Burg ein und der Natternkopf zwingt Mo, ihm ein neues Buch anzufertigen. Währenddessen ist Resa Mo zu Hilfe geeilt, diese steht ihm in Gestalt einer Schwalbe bei. Schließlich bringt Natternkopfs Enkel Mo das „leere Buch“, mit dessen Hilfe er diesen töten kann, indem er die Wörter Herz, Blut, Tod hineinschreibt.
Orpheus, der sich dem Natternkopf angeschlossen hat und ständig versucht in die Geschichte einzugreifen, flieht nach Norden in die Berge.
Am Ende des Buches lebt Staubfinger wieder mit seiner Frau zusammen, Fenoglio ist wieder ein berühmter Dichter, Elinor hat sich das Nachbarhaus neben ihm gekauft, Mo bleibt zusammen mit Resa und Meggie in der Tintenwelt und ist wieder als Buchbinder tätig.
Meggie begreift überraschend, dass ihr Herz für Doria schneller schlägt als für Farid, der nun als Gaukler durch die Lande ziehen will. Offensichtlich ist sie die Frau aus dem fernen Land, die Doria heiraten wird.
Meggies kleiner Bruder, der fünf Monate später geboren wird, wächst ebenfalls in der Tintenwelt auf. Er will jedoch irgendwann die andere Welt besuchen, von der ihm Elinor erzählt hat, weil er glaubt, sie sei spannender und aufregender als seine Welt.
Der letzte Satz der Abenteuer-Handlung auf Seite 718 lautet: „Und alles war gut.“ Dies ist – mit Ausnahme der einführenden Konjunktion „und“ – das deutsche Äquivalent des Schlusssatzes der Harry-Potter-Romanreihe von Joanne K. Rowling; der lautet: „All was well.“

### Die Farbe der Rache
Seit fünf Jahren leben Staubfinger, Mortimer Folchart und seine Familie, Fenoglio, Elionor und Farid nun in Ombra, wo Violante die Herrschaft übernommen hat, und sind Teil der Geschichte. Ihre Leben in der realen Welt haben sie hinter sich gelassen. Mortimer arbeitet wieder als Buchbinder, während Meggie eine Reise mit ihrem Freund Doria in den Süden plant. Nur Staubfinger scheint rastlos zu sein. Seine Familie weiß immer noch nicht, dass Zauberzunge Mortimer ihn damals aus der Tintenwelt herausgelesen hatte, so dass er zehn Jahre in einer fremden Welt gefangen war, bis Orpheus ihn zurückgebracht hat. Letzterer gilt als verschwunden. Staubfinger nimmt an, dass er tot oder zurück in seiner Welt ist. In Wahrheit lebt Orpheus verarmt in Grunico, einer Stadt im Norden, hat sein magisches Talent verloren und sinnt auf Rache an Staubfinger und allen, die seine Pläne zunichtegemacht haben. Um sein Ziel zu erreichen, lässt er sich auf einen Pakt mit der bösen Schattenleserin Rabbia ein, von der er eine graue Zauberfarbe erhält. Im Gegenzug muss er ihr unschuldige Mädchen bringen.
Orpheus lässt mit Hilfe seines Glasmannes Eisenglanz, des gedungenen Meuchelmörders Baldassare Rinaldi und des Illuminators Balbulus ein Buch mit magischen grauen Illustrationen anfertigen, welches Staubfingers Freunde verschwinden lässt. Seine Tochter Brianna, Roxane, Farid und alle, die ihm etwas bedeuten, lösen sich in grauen Rauch auf. Dass Orpheus dahinter steckt, wird Staubfinger rasch klar. Und so macht er sich auf den Weg, um seinen Feind auf eigene Faust zu stellen. Aber auch sein bester Freund, der Schwarze Prinz Nyame, dessen Porträt der Illustrator als einziges zu ungenau gezeichnet hat, bricht zusammen mit Staubfingers 15-jähriger Stiefsohn Jehan, der gleichaltrigen Lilia und dem Puppenspieler Batista ebenfalls nach Grunico auf. Lilia lebt bei den „Frauen im Wald“ Volpe, die sich in einen Fuchs verwandeln kann, und Civetta, die die Gestalt einer Eule annehmen kann, ist eng mit der Natur verbunden und kann Pflanzen wachsen lassen. Orpheus hat es unterdessen mit Hilfe einer Schreibfeder, die er von Rabbia erhalten hat und von jedem, dessen Name er damit schreibt, die dunkelsten Geheimnisse verrät, durch Erpressungen rasch zu Reichtum gebracht.
Unterwegs gerät Staubfinger in einen Hinterhalt und wird von Rinaldi gefangen genommen, da dieser sich dadurch eine höhere Belohnung erhofft. Orpheus ist jedoch erzürnt, als er ihm den Gefangenen übergibt, da er wollte, dass Staubfinger freiwillig zu ihm kommt, und überwirft sich mit Rinaldi. Er lässt Staubfingers als einziges farbiges Porträt im Buch von Eisenglanz mit der grauen Zauberfarbe übermalen. Doch der Zauber misslingt: Statt ebenfalls zu verschwinden, wird Staubfinger nur grau und kalt, so dass Orpheus ihn im Keller seines Hauses einsperren lässt. Inzwischen sind auch Nyame und seine Begleiter in Grunico eingetroffen und finden schnell heraus, wo sich Staubfinger befindet. Volpe, die der Gruppe zusammen mit Civetta gefolgt ist, findet durch Rinaldi einen geheimen Zugang zu Orpheus' Haus und tötet den Verbrecher. So können Nyame und Jehan in das Haus eindringen und den geschwächten Staubfinger befreien. Orpheus jedoch entkommt mit dem Buch und rettet sich zur Schattenleserin. Es stellt sich heraus, dass die „Frauen im Wald“ Staubfingers Retter ohne Lilias Wissen hintergangen haben und ihre eigenen Ziele verfolgen, da Volpe ihre Tochter sucht, die drei Jahre zuvor Rabbias Schülerin geworden ist. Nyame hat Mitleid mit Volpe und lässt sich darauf ein, als Köder mit ihr und Lilia zusammen Rabbia aufzusuchen. Auf dem Weg zum Haus der Schattenleserin sehen sie Orpheus im Wald, welchem die Zauberin einen Doppling, ein böses Spiegelbild seiner Person, verschafft hat. Beim Zusammentreffen mit Rabbia teilt diese Volpe mit, dass sie deren Tochter längst ermordet hat, und tötet auch Volpe. Letztlich ist es Lilia, die die Schattenleserin und ihr Grau mit den Farben einer Distel, die sie wachsen lässt, besiegen kann, nachdem diese ihnen mitgeteilt hat, dass man den Zauber des Buches nicht rückgängig machen könne und die Bilder darin und damit auch die darin gefangenen Menschen mit der Zeit verblassen werden. Am Ende können sie auch Ayescha retten, eines der Mädchen, die Orpheus der Schattenleserin ausgeliefert hat.
Zurück in der Stadt hat sich Staubfinger mithilfe des Feuers etwas erholt. Jehan sucht Orpheus in seinem Haus auf, um ihm zum Schein einen Handel anzubieten. Im Austausch gegen das graue Buch will er ihm Staubfingers Versteck verraten und behauptet, Nyame und Lilia seien tot. Als Orpheus darauf eingeht, kann Lilia ihn und seinen Doppling mit ihrem Pflanzenzauber überwältigen und schickt Orpheus durch die magische Schreibfeder letztlich in seine eigene Welt zurück. Als Ayescha die Bilder im Buch betrachtet, beginnt sie für jede der darin abgebildeten Personen Melodien zu singen, welche den Figuren ihre Farben zurückgeben. In der darauf folgenden Nacht kehren alle Verschwundenen zurück.
Zurück in Ombra bindet Mortimer das Buch neu, indem er ihm neue Seiten hinzufügt, für die Resa zusätzliche Bilder malt und Meggie die erlebte Geschichte niederschreibt. Es erhält einen Ehrenplatz in Violantes Bibliothek.

## Figuren
Familie Folchart (Band 1)
Meggie Folchart – Hauptcharakter. Ein 12 Jahre altes Mädchen, das Bücher liebt. Sie ist Mortimer Folcharts Tochter und hat goldenes Haar. An ihre Mutter kann sie sich kaum erinnern. Ihren Vater nennt sie Mo. Sie hat die Gabe, Sachen aus Büchern hinein- und hinauslesen. Meggie und Farid sind verliebt doch sie möchte nicht darauf angesprochen werden.
Mortimer Folchart – Auch bekannt als Zauberzunge, Eichelhäher oder Mo. Er besitzt maulwurfsbraunes Haar und ist groß. Der liebende Vater von Meggie arbeitet als Buchbinder (Bücher-Arzt). Er kann alles Mögliche aus Büchern hinaus- und hineinlesen. Aus Versehen liest er so seine Frau, Theresa, in das Buch Tintenherz hinein. Gleichzeitig bringt er Staubfinger, Capricorn und dessen Messerhelfer Basta aus dieser Geschichte in die ‚normale‘ Welt oder Realität von Meggie und Mo. Seitdem hat er nie mehr laut vorgelesen. Er hat Angst davor, aus Versehen seine eigene Tochter Meggie in ein Buch hineinzulesen. Im Band zwei wird Mo von Fenoglio zum Eichelhäher geschrieben.
Resa Folchart – Resa, eigentlich Theresa, ist Mos Frau und Meggies Mutter. Sie hatte anfangs so blonde Haare wie ihre Tochter Meggie, nach einiger Zeit in Gefangenschaft wurde es jedoch dunkler. Als Mo Staubfinger, Capricorn und Basta herauslas, verschwand sie mit den beiden Katzen im Tintenherz. Als sie von Darius wieder herausgelesen wurde, verlor sie ihre Stimme. Nachdem sie herausgelesen worden war, wurde sie erst Mortolas und danach Capricorns Magd. Sie soll aber, weil sie auf der Suche nach dem Buch erwischt wird, vom Schatten getötet werden.
Elinor Loredan – Meggies Großtante (mütterlicherseits). Sie liebt es, Bücher zu sammeln, und ist sehr stolz darauf. Sie lebt alleine in einem großen Haus, bis Mo und Meggie bei ihr einziehen.
In Capricorns Dorf
Capricorn – Der Antagonist in der Geschichte. Von der Zauberzunge Mos aus der Phantasie einer Geschichte herausgelesen, in der unsrigen Realität angekommen, fühlt er sich hier so wohl, dass er so viel Macht wie möglich erlangen möchte. Seine Mutter ist Mortola; und sein Vater hat ihm beigebracht, dass Macht das Wichtigste im Leben ist. Er will alle Tintenherz-Bücher vernichten, damit ihn keiner mehr in seine eigene Welt zurücklesen kann. Seine Augen sind farblos und er fühlt keine Emotionen. Sein wirklicher Name ist nicht bekannt. Er vergaß ihn schon in seiner Jugend, da er anfing sich nach dem Sternzeichen zu nennen, unter welchem er geboren wurde (Capricorn = Steinbock).
Mortola – (wird auch „Elster“ genannt) Mortola ist die Mutter und Haushälterin Capricorns. Capricorn erzählt niemandem, dass Mortola seine Mutter ist, weil er sich ihrer und damit seiner niedrigen Herkunft schämt.
Der Schatten – aus der Asche seiner Opfer entstanden, ist der Schatten ein riesiges und sehr gefährliches Monster. Er gehorcht nur Capricorn. Dieser versucht, den Schatten aus der Tintenwelt zu holen, um ihn für seine Zwecke zu gebrauchen.
Basta – einer von Capricorns Gefolgsleuten. Er kam mit Capricorn aus dem Buch und war ihm auch schon in Tintenherz unterlegen. Er betet Capricorn sogar fast an. Sein Markenzeichen ist sein Messer, das ihm aber mehrmals von Staubfinger gestohlen wird. Außerdem ist er sehr abergläubisch und trägt immer eine Hasenpfote um den Hals.
Farid – Farid, ein arabischer Junge, wird von Mo aus Versehen aus 1001 Nacht herausgelesen, während dieser in Capricorns Dorf gefangen ist. Farid wird später befreit und verliebt sich in Meggie. Er ist Staubfingers treuer Schüler und liebt ihn so sehr, dass er sich, um Staubfinger wieder leben zu lassen, am Ende des zweiten Teiles an Orpheus verkauft. Außerdem kann er gut spionieren, klettern und andere Räuberkünste, da er in seiner alten Geschichte bei Räubern lebte.
Gwin – Er ist Staubfingers Marder.
Im geheimen Lager (Band 2)
Der schwarze Prinz – Er ist der Anführer der Spielleute und Gaukler. Obwohl er „der schwarze Prinz“ genannt wird, hat er kein königliches Blut. Er trägt immer Schwarz und hat dunkle Haut.
Auf Roxanes Hof (Band 2)
Staubfinger – Er wurde zusammen mit Capricorn und Basta aus der Tintenwelt herausgelesen. Allerdings will er, im Gegensatz zu Capricorn, zurück in die Tintenwelt, weil er die magischen Geschöpfe vermisst und er mit dem Feuer nur in der Tintenwelt umgehen kann. Er verrät Meggie und Mo während eines Versuchs, in das Buch zurückzukehren, rettet sie beide aber später. Staubfinger ist ein guter Feuerspucker und kann die Flammen in der Tintenwelt dazu bringen, dass sie nach seiner Vorstellung wachsen. Anfangs kann er Mo nicht leiden und hat während seines Verrats hauptsächlich wegen Meggie ein schlechtes Gewissen, doch später, im dritten Teil, sind sie unzertrennlich und können sogar die Gefühle des Anderen lesen. In der Tintenwelt ist er mit Roxane verheiratet, die zwischenzeitlich, während er fort war, ein zweites Mal heiratete, und als Staubfinger zu ihr zurückkommt, bereits Witwe ist. Außerdem hat er zwei Töchter: Brianna, die ungefähr so alt wie Meggie ist, und Rosanna, die leider schon vor seiner Rückkehr an einem Fieber starb. Staubfinger gibt sich sehr geheimnisvoll und verbirgt oft seine Gefühle, was ihm nicht immer so gut bekommt. Ein Markenzeichen seiner ist, dass er immer dunkle Kleider oder lange Mäntel trägt. Als Farid aus Tausend und einer Nacht herausgelesen wird, entwickelt sich Staubfinger zu seinem Freunde und Mentor. Die drei Narben auf seinem Gesicht erhielt er durch Basta. Dieser hatte sie ihm ins Gesicht geschnitten, weil sie beide in Roxane verliebt waren und sie Staubfinger vorzog.
Roxane – Roxane ist Staubfingers Frau in der Tintenwelt. Früher war sie Spielfrau und zog mit Staubfinger von Ort zu Ort, ist aber sesshaft geworden, als ihre erste Tochter geboren wurde, und baut Heilkräuter an. Als Staubfinger in die „reale“ Welt herübergelesen wurde, heiratete sie noch einmal und ist inzwischen Witwe.
Jehan – Er ist Roxanes Sohn von ihrem zweiten Mann und hilft ihr auf den Feldern. Er fürchtet das Feuer, denn sein Vater starb durch einen Brand in der Scheune.
Brianna – Brianna ist die ältere Tochter Roxanes und Staubfingers. Sie ist etwas älter als Meggie und arbeitet als Dienerin Violantes, die sie jedoch nach dem Tode Cosimos verstößt, weil sie seine Gesellschaft der ihren vorgezogen hatte. Wenig später arbeitet sie als Magd bei Orpheus, wird jedoch wieder von Violante aufgenommen. Sie redet nicht gerne über ihren Vater, weil sie ihm nicht verzeiht, dass er zehn Jahre lang fort war.
Rosanna – Rosanna war die jüngere Tochter von Roxane und Staubfinger. Sie starb noch als Kind an einem schweren Fieber. Ihre Mutter hat sie an dem Platz begraben, wo sie als Kind gespielt hatte.
Auf der Burg von Ombra
Der Speckfürst – Seit dem Tod seines Sohnes Cosimo auch Fürst der Seufzer genannt. Seitdem will er nur noch Klagelieder hören. Er ist etwas zu dick und stirbt im zweiten Teil.
Violante – Auch „die Hässliche“ oder „die Gütige“ genannt. Sie ist Cosimos Witwe, Tochter des Natternkopfes und Mutter von Jacopo. Seit dem Tode des Speckfürsten hat sie kaum genug Geld, um Farben für Balbulus Bilder zu kaufen. Sie verschenkt die Reste der Burgküche an die Armen und verkauft ihren Schmuck für Bettler- und Waisenhäuser. Als sie sieben Jahre alt war, wurde sie von ihrem Vater auf die Burg von Ombra geschickt und kurz darauf mit Cosimo verheiratet.
Cosimo – Auch „Cosimo der Schöne“ aufgrund seiner Schönheit genannt. Er ist der Sohn des Speckfürsten, Violantes Mann und Jacopos Vater. Er starb bei einem Angriff auf die Brandstifter, wurde aber durch Fenoglios Worte und Meggies Stimme zurückgeholt. In seinem neuen Leben verliebte er sich in Brianna und will Krieg gegen den Natternkopf führen. Kurz nach seinem Aufbruch wird er von den Männern des Natternkopfes getötet.
Jacopo – Jacopo ist der Sohn Violantes und Cosimos und Enkel des Speckfürsten und des Natternkopfes. Außerdem ist er ein großer Bewunderer des Pfeifers. Am Ende des dritten Bandes bringt er Mo das leere Buch und liefert so den Natternkopf dem Tod aus.
Balbulus – Er ist der beste Illuminator in der Tintenwelt und wurde Violante als „Mitgift“ auf die Burg von Ombra mitgegeben. Vom Natternkopf wird ihm die rechte Hand, mit der er seine Bilder malt, abgeschlagen. Er flüchtet daraufhin zu Violante auf die Burg am See.
Tullio – Tullio ist Violantes pelzgesichtiger Diener. Er wird von den Männern des Hänflings oft durch die Burg gejagt.
Der Hänfling – Der Hänfling ist Bruder der fünften Frau des Natternkopfs und damit dessen Schwager. Nach dem Tode des Speckfürsten wurde er vom Natternkopfe zum Statthalter von Ombra erklärt, vermutlich weil der Natternkopf sich sicher war, dass der Hänfling sich nie gegen ihn stellen würde oder weil seine Frau ihn darum gebeten hatte. Er veranstaltet gerne Feste für seine Männer und geht gerne auf die Jagd. Dafür lässt er sich von Orpheus oft neue Gestalten herlesen, um sie zu jagen.
Auf der Nachtburg
Der Natternkopf – Der Natternkopf ist Herrscher des Landes südlich des Weglosen Waldes. Eine seiner Töchter ist Violante. Er hatte schon fünf Frauen, doch vier davon schenkten ihm nur Töchter, nicht den lange erhofften Sohn. Er hat Angst vor dem Tode, weshalb er Mo zwingt, ihm ein leeres Buch zu binden, welches ihn unsterblich macht. Als er bemerkt, dass das Buch der Grund ist, dass ihm das Fleisch auf den Knochen fault, lässt er eine Jagd auf den Eichelhäher eröffnen.
Die fünfte Frau – Sie ist die fünfte Frau des Natternkopfes und ist während der Handlung wieder einmal schwanger. Diesmal, wie der Natternkopf hofft, mit einem Sohn. Außerdem ist sie die Schwester des Hänflings und ähnelt eher einer Puppe als einem Menschen.
Der Pfeifer – Der Pfeifer war einst Capricorns Spielmann. Nach dem Verschwinden Capricorns ging er zum Natternkopfe. Seine Nase ist aus Silber, sie wurde ihm von einem Vater abgeschnitten, dessen Tochter er mit seinen finsteren Liedern verführte. Nun klingt seine schöne Stimme, für die Capricorn ihn einst liebte, sehr gepresst. Nach dem Tod des Brandfuchses wird er zum Herold des Natternkopfes.
Der Brandfuchs – Er ist der Herold des Natternkopfes. Als der Natternkopf das leere Buch bekommt, erklärt er den Brandfuchs zum Versuchskaninchen. Was der Brandfuchs jedoch nicht weiß, ist, dass Natternkopf auch die drei Wörter ausprobieren möchte, die niemand in das Buch schreiben darf. So sagt er dem Brandfuchs, dass er beim vierten Wort den Eichelhäher töten dürfe. Doch zu diesem Wort kommt es nicht, denn nachdem Taddeo die drei Wörter geschrieben hat, stirbt der Brandfuchs. Sein Schwert führt seit diesem Tag Mo.
Taddeo – Taddeo ist der Bibliothekar der Nachtburg. Als der Natternkopf noch ein Kind war, war er sein Lehrer und beschützte ihn oft vor seinem Vater.
In Minervas Haus
Minerva – Minerva ist Fenoglios Vermieterin und Ivos und Despinas Mutter. Als sie die Kinder vor dem Pfeifer verstecken müssen, kommt sie mit zur Höhle und später zum Baume der Nester und hilft den Kindern.
Ivo – Ivo ist Minervas Sohn, Despinas großer Bruder und seit dem Tode seines Vaters der Mann im Haus. Um Geld zu verdienen, beginnt er, bei den Färbern zu arbeiten. Er erzählt seiner Schwester oft Geschichten, um ihr Angst zu machen.
Despina – Despina ist Minervas Tochter und Ivos kleine Schwester. Sie lässt sich gerne Geschichten von Fenoglio erzählen.
Fenoglio – Fenoglio ist ein Dichter und der Schöpfer der Tintenwelt. Im ersten Teil wird er im Austausch gegen den Schatten in die Tintenwelt gezogen, wo er sich bei Minerva einmietet und sein Geld als Schreiber verdient. Von Cosimo, den er von Meggie herlesen lässt, wird er zum Hofdichter ernannt und zieht auf der Burg ein. Als Cosimo jedoch stirbt, wird er aus der Burg geschickt und zieht wieder bei Minerva ein. Nach Cosimos Tod bekommt er eine schwere Schreibblockade. Doch die löst sich im späteren Verlauf wieder auf und er schreibt für so manche ausweglose Situation ein glückliches Ende.
Rosenquarz – Rosenquarz ist Fenoglios Glasmann und spitzt seine Feder und rührt die Tinte für ihn. Doch oft beklagt er sich darüber, dass er vor dem Frühstück arbeiten müsse und während Fenoglios Schreibblockade, dass er keine Arbeit mehr habe. Er wird von Fenoglio gerne als Spion zu Orpheus geschickt.

## Zur literarischen Einordnung
Die Tintenwelt-Tetralogie handelt von der Macht der Literatur und lässt die Phantasie des Autors für die fleischlichen Hauptpersonen real werden, indem er sie, reale Menschen, in die Welt der Phantasie eintreten lässt.
Darin ähnelt es Werken wie Harun und das Meer der Geschichten, Die unendliche Geschichte, Der Schatten des Windes und Die Stadt der träumenden Bücher. Anders als in Die unendliche Geschichte von Michael Ende wird die fiktive Welt der Bücher aber nur von außen, durch die Worte des Erzählers, verändert, und die reale Welt ändert sich dadurch, dass die erzählten Personen in ihr Macht gewinnen. Während Ende im Sinne der Rezeptionsästhetik die Schaffung des literarischen Kunstwerks im Leser und Zuhörer betont, hebt Funke stärker die weltverändernden Fähigkeiten des Künstlers hervor. Damit plädiert sie für die Verantwortlichkeit oder doch zumindest Mitverantwortlichkeit des Autors an der Rezeption.

### Motive und Themen
Wichtige Themen der Trilogie sind Freundschaft und Liebe, vor allem zwischen Meggie und ihrem Vater Mortimer, den sie zärtlich Mo nennt, aber auch zwischen Farid und Staubfinger sowie Mortimer und Resa.
In Tintenblut wird auch die Eifersucht zu einem wichtigen Handlungsmotor, etwa als Staubfinger Farid zugunsten seiner Frau Roxane und seiner Tochter Brianna vernachlässigt, oder als Natternkopfs Tochter Violante sich vor Eifersucht nach Fürst Cosimo verzehrt, der sich wiederum für Brianna interessiert. Auch Orpheus zeigt mehrfach Eifersucht auf andere, die wie er die Fähigkeit des Herauslesens besitzen. Nebenbei findet hier auch eine jugendlich-naive Liebesgeschichte zwischen Meggie und Farid Platz.
In der Tintenwelt-Tetralogie geht es aber auch um die Kunst des Bücherschreibens und darum, welche Wirkungen Bücher auf den Menschen haben, der sie liest bzw. vorliest. Das wird dadurch verkörpert, dass z. B. Meggie, Mo, Darius und Orpheus Gegenstände und Personen aus Büchern herauslesen können.

## Zitate der Weltliteratur
Cornelia Funke verwendet in ihrer Buchreihe mehrfach Motive der Weltliteratur und knüpft an diese auch durch Zitate am Anfang jedes Kapitels an, darunter Zitate von Friedrich Nietzsche, Joseph von Eichendorff und Oscar Wilde. Die meisten stammen allerdings aus der klassischen Kinder- und Jugendliteratur.
Einige der Zitate sollen Kinder zum Lesen der entsprechenden Bücher bewegen; weitere passen sehr gut zum Inhalt eines Kapitels oder sind Zitate der Lieblingsdichter der Autorin.
| Zitate in Tintenherz   | Zitate in Tintenherz                                                                                                   |
| Autor                  | Werk(e) |
| ---------------------- | --- |
| Richard Adams          | Unten am Fluss |
| James M. Barrie        | Peter Pan |
| L. Frank Baum          | Der Zauberer von Oz |
| William Blake          | From Vala – or the Four Zoas, Enions zweiter Klagegesang                                                               |
| Lucy M. Boston         | Die Kinder von Green Knowe                                                                                             |
| Ray Bradbury           | Fahrenheit 451 |
| Paul Celan             | Sprachgitter, Engführung                                                                                               |
| Roberto Cotroneo       | Wenn ein Kind an einem Sommermorgen                                                                                    |
| Roald Dahl             | Hexen hexen Sophiechen und der Riese                                                                                   |
| Charles Dickens        | Große Erwartungen Oliver Twist                                                                                         |
| Solomon Eagle          | Moving a Library |
| Michael Ende           | Jim Knopf und Lukas der Lokomotivführer Die unendliche Geschichte                                                      |
| William Goldman        | Die Brautprinzessin |
| Kenneth Grahame        | Der Wind in den Weiden                                                                                                 |
| William Hertz          | Spielmannsbuch |
| Eva Ibbotson           | Das Geheimnis von Bahnsteig 13                                                                                         |
| Erich Kästner          | Emil und die Detektive                                                                                                 |
| Rudyard Kipling        | Das Dschungelbuch |
| Michael de Larrabeiti  | Die Borribles 2 – Im Labyrinth der Wendels                                                                             |
| C. S. Lewis            | Der König von Narnia                                                                                                   |
| Astrid Lindgren        | Mio, mein Mio |
| Alberto Manguel        | Eine Geschichte des Lesens, Inschrift in der Bibliothek des Klosters San Pedro in Barcelona, Zitat von Richard de Bury |
| Toni Morrison          | Nobelpreisrede 1993 |
| Otfried Preußler       | Krabat |
| Maurice Sendak         | Wo die wilden Kerle wohnen                                                                                             |
| William Shakespeare    | Der Sturm |
| Shel Silverstein       | Where the Sidewalk ends                                                                                                |
| Isaac Bashevis Singer  | Naftali, der Geschichtenerzähler, und sein Pferd Sus                                                                   |
| Robert Louis Stevenson | Die Schatzinsel Entführt Der seltsame Fall des Dr. Jekyll und Mr. Hyde                                                 |
| J. R. R. Tolkien       | Der Herr der Ringe (2×) Der Hobbit                                                                                     |
| Mark Twain             | Die Abenteuer des Tom Sawyer Die Abenteuer des Huckleberry Finn                                                        |
| Evangeline Walton      | Die vier Zweige des Mabinogi                                                                                           |
| T. H. White            | Der König auf Camelot Das Buch Merlin                                                                                  |
| Oscar Wilde            | Der selbstsüchtige Riese                                                                                               |
| Tausendundeine Nacht   | Die Geschichte von Ali Baba und den vierzig Räubern                                                                    |
| Anonym                 | Arabisches Sprichwort                                                                                                  |

| Zitate in Tintenblut            | Zitate in Tintenblut                                                |
| Autor                           | Werk(e)                                                             |
| ------------------------------- | ------------------------------------------------------------------- |
| David Almond                    | Zeit des Mondes                                                     |
| Yehuda Amichai                  | My father                                                           |
| Clive Barker                    | Abarat                                                              |
| James M. Barrie                 | Peter Pan                                                           |
| Frank L. Baum                   | Der Zauberer von Oz                                                 |
| Sterling A. Brown               | Thoughts of Death                                                   |
| Frances Eliza Hodgson Burnett   | Sara, die kleine Prinzessin                                         |
| Xi Chuan                        | Gedicht                                                             |
| Matthias Claudius               | Der Mond ist aufgegangen… (Abendlied) Kriegslied                    |
| James Fenimore Cooper           | Der letzte Mohikaner                                                |
| Frances Cornford                | The Watch                                                           |
| Kevin Crossley-Holland          | Artus. Der magische Spiegel                                         |
| Roald Dahl                      | Hexen hexen                                                         |
| Kate DiCamillo                  | Desperaux – Von einem der auszog, das Fürchten zu verlernen         |
| Emily Dickinson                 | Hope                                                                |
| Joseph Freiherr von Eichendorff | Wünschelrute                                                        |
| Faiz Ahmed Faiz                 | The Love I Gave You Once                                            |
| Brian Froud/Allan Lee           | Faeries                                                             |
| Khalil Gibran                   | Der Prophet                                                         |
| Heinrich Heine                  | König David Belsazar Walküren                                       |
| Eva Ibbotson                    | Das Geheimnis der siebten Hexe                                      |
| Die italienischen Volksmärchen  | Der König im Korbe Das Land, wo man nie stirbt                      |
| Philippe Jaccottet              | Parlet                                                              |
| Marie-Luise Kaschnitz           | Ein Gedicht                                                         |
| Rudyard Kipling                 | Wie der Leopard zu seinen Flecken kam                               |
| Michael Kongehl                 | Gedicht über die weiße Kunst                                        |
| James Krüss                     | Das Feuer                                                           |
| Dieter Kühn                     | Der Parzival des Wolfram von Eschenbach                             |
| Harper Lee                      | Wer die Nachtigall stört                                            |
| Astrid Lindgren                 | Die Brüder Löwenherz                                                |
| Henry Wadsworth Longfellow      | The Day is done                                                     |
| Michael Longley                 | Wüsste ich …,                                                       |
| Elima Monsterberg               | Der Spielmann                                                       |
| Xi Murong                       | Poetry’s value                                                      |
| Pablo Neruda                    | Die Tote Das Wort                                                   |
| Friedrich Nietzsche             | Ich brauche nichts …,                                               |
| Garth Nix                       | Sabriel                                                             |
| Ovid                            | Metamorphosen                                                       |
| Paracelsus                      | Und das soll ein jeglicher Arzt wissen …                            |
| Brian Patten                    | The Story Giant                                                     |
| Mervyn Peake                    | Gormenghast, Erstes Buch: Der junge Titus                           |
| Louis Pergaud                   | Der Krieg der Knöpfe                                                |
| Philip Pullman                  | Das magische Messer Der goldene Kompass                             |
| Philip Reeve                    | Großstadtjagd                                                       |
| Philip Ridley                   | Dakota Pink                                                         |
| Rainer Maria Rilke              | Impressionen aus dem Capreser Winter (III) Kindheit                 |
| Joanne K. Rowling               | Harry Potter und der Stein der Weisen                               |
| Lynne Sharon Schwartz           | Ruined by Reading                                                   |
| William Shakespeare             | Sonett Der Sturm Romeo und Julia                                    |
| Percy Bysshe Shelley            | An Elegy on the Death of John Keats                                 |
| Jerry Spinelli                  | East End, West End und dazwischen Maniac Magee                      |
| Frances Spufford                | The Child that Books Built                                          |
| Wallace Stevens                 | All the Preludes to Felicity                                        |
| Robert Louis Stevenson          | Der Schwarze Pfeil                                                  |
| Paul Stewart                    | Twig im Auge des Sturms                                             |
| Wisława Szymborska              | Freude am Schreiben                                                 |
| Georg Trakl                     | Nachts De Profundis                                                 |
| Mark Twain                      | Die Abenteuer des Tom Sawyer                                        |
| François Villon                 | Die Ballade vom kleinen Florestan Die Ballade von den Galgenbrüdern |
| Terence H. White                | Der König auf Camelot                                               |
| Carlos Ruiz Zafón               | Der Schatten des Windes                                             |
| Anonym                          | Chinesisches Sprichwort                                             |

| Zitate in Tintentod        | Zitate in Tintentod                                                                                        |
| Autor                      | Werk(e) |
| -------------------------- | --- |
| Hans Christian Andersen    | Die Nachtigall                                                                                             |
| Anonym                     | I Shall Not Pass This Way Again                                                                            |
| Alan Armstrong             | Whittington                                                                                                |
| Margaret Atwood            | Der blinde Mörder (2×)                                                                                     |
| Ingeborg Bachmann          | Dunkles zu sagen                                                                                           |
| Saul Bellow                | Der Regenkönig                                                                                             |
| Wendell Berry              | The Peace of Wild Things                                                                                   |
| Ray Bradbury               | Die Mars-Chroniken                                                                                         |
| Bertolt Brecht             | Die Maske des Bösen                                                                                        |
| Tor Åge Bringsværd         | Die wilden Götter (2×)                                                                                     |
| Geoffrey Chaucer           | The Canterbury Tales                                                                                       |
| Billy Collins              | On Turning Ten                                                                                             |
| Emily Dickinson            | Lost XCIX                                                                                                  |
| Carlos Drummond de Andrade | Auf der Suche nach der Poesie (2×)                                                                         |
| T. S. Eliot                | Little Gidding                                                                                             |
| Michael Ende               | Jim Knopf und die Wilde 13                                                                                 |
| Fenoglio                   | Die Eichelhäherlieder                                                                                      |
| William Goldman            | Die Brautprinzessin                                                                                        |
| Louise Glück               | Child Crying Out First Memory Lament                                                                       |
| Barbara Gowdy              | Der weiße Knochen                                                                                          |
| Kenneth Grahame            | Der Wind in den Weiden                                                                                     |
| Graham Greene              | Advice to Writers                                                                                          |
| Paavo Haavikko             | Nur leicht atmen die Bäume                                                                                 |
| Ted Hughes                 | The Secret of Man’s Wife Left overs The Playmate How Sparrow saved they                                    |
| John Irving                | Gottes Werk und Teufels Beitrag (2×)                                                                       |
| Washington Irving          | The Legend of Sleepy Hollow                                                                                |
| Ivan V. Lalić              | Places We Love                                                                                             |
| Margo Lanagan              | Black Juice                                                                                                |
| Derek Mahon                | Lives |
| Antonio Muñoz Molina       | The Power of the PEN                                                                                       |
| Audrey Niffenegger         | Die Frau des Zeitreisenden (2×)                                                                            |
| Garth Nix                  | Sabriel |
| Alfred Noyes               | The Highwayman                                                                                             |
| Mary Oliver                | Wild Geese                                                                                                 |
| Sheenagh Pugh              | What If This Road                                                                                          |
| Mervyn Peake               | Gormenhast, Erstes Buch – Der junge Titus                                                                  |
| Philip Pullman             | Das Bernstein-Teleskop                                                                                     |
| Rainer Maria Rilke         | Lerenopfer/Vilgilien 3 Schluszstück Der Blinde Improvisationen aus dem Capreser Winter Der Schutzengel     |
| Arthur Rimbaud             | Der Dichter von sieben Jahren (2×)                                                                         |
| Joanne K. Rowling          | Harry Potter und der Feuerkelch (2×)                                                                       |
| Salman Rushdie             | Harun und das Meer der Geschichten Mitternachtskinder                                                      |
| Norman H. Russell          | The Message of the Rain                                                                                    |
| Friedrich Schiller         | Die Räuber                                                                                                 |
| William Shakespeare        | Macbeth |
| Isaac Bashevis Singer      | Advice to Writers                                                                                          |
| Susan Sontag               | Die Briefszene                                                                                             |
| John Steinbeck             | Meine Reise mit Charley                                                                                    |
| Wallace Stevens            | Thirteen Ways of Looking at a Blackbird                                                                    |
| Robert Louis Stevenson     | The Land of Story Books                                                                                    |
| Paul Stewart               | Twig im Auge des Sturms                                                                                    |
| Francois Villon            | Eine Ballade, mit welcher Villon das Testament abschließt                                                  |
| Franz Werfel               | Beschwerungen 1918-1921                                                                                    |
| T. H. White                | Der König auf Camelot, Zweites Buch Der König auf Camelot, Viertes Buch Der König auf Camelot, Erstes Buch |
| Oscar Wilde                | Das Bildnis des Dorian Gray Der glückliche Prinz                                                           |
| William Butler Yeats       | Er wünscht sich die Kleider des Himmels                                                                    |
| Markus Zusak               | Die Bücherdiebin Der Joker                                                                                 |

## Auszeichnungen
| Monat und Jahr | Auszeichnungen für Tintenherz                                          |
| -------------- | ---------------------------------------------------------------------- |
| Oktober 2003   | Die Kinder- und Jugendbuchliste (RB/SR)                                |
| Oktober 2003   | Children’s Book Sense 76 (USA)                                         |
| Dezember 2003  | Die besten 7 Bücher für junge Leser (DeutschlandRadio / Focus)         |
| Dezember 2003  | Die schönsten deutschen Bücher (Stiftung Buchkunst)                    |
| Dezember 2003  | LUCHS, Empfehlungsliste (Die ZEIT)                                     |
| Januar 2004    | Buch des Monats der Deutschen Akademie für Kinder- und Jugendliteratur |
| März 2004      | Deutscher Jugendliteraturpreis, Nominierung                            |
| Juni 2004      | Preis der Jury der jungen Leser                                        |
| September 2004 | Phantastik-Preis der Stadt Wetzlar                                     |
| Oktober 2004   | Die liebsten Bücher der Deutschen (ZDF)                                |
| November 2004  | Rattenfänger-Literaturpreis, Auswahlliste                              |
| November 2004  | Kalbacher Klapperschlange                                              |
| 2006           | Zilveren Griffel                                                       |
| Monat und Jahr | Auszeichnungen für Tintenblut                                          |
| 2006           | BookSense Book of the Year Children’s Literature (USA)                 |

## Umsetzungen
- Alle Teile der Trilogie wurden als Hörbücher umgesetzt. (Sprecher: Rainer Strecker, Musik: Ulrich Maske.)
- Die komplette Trilogie wurde 2013–2015 von Oetinger auch als Hörspiel produziert. Musik: Jan-Peter Pflug. Bearbeitung und Regie: Frank Gustavus. Darsteller: Leonie Landa (Meggie), Robin Brosch (Mo), Rainer Strecker (Staubfinger), Lars Rudolph (Basta), Jens Wawrczeck (Orpheus), Stephan Schad als Erzähler u. v. a.
- Oktober 2004 wurde Tintenherz und Oktober 2006 Tintenblut am Schauspielhaus Hannover in der Bühnenfassung von Robert Koall uraufgeführt.
- Das Junge Theater Bonn hat Tintenherz im September 2006, Tintenblut im August 2007 und Tintentod im März 2009 als Musical auf die Bühne gebracht.
- Auch das Staatstheater Stuttgart adaptierte Tintenherz für die Bühne. Das Stück wurde im November 2006 uraufgeführt und im November 2007 wiederaufgenommen.
- September 2007 wurde am Wuppertaler Kinder- und Jugendtheater eine neue Theaterfassung von Tintenherz uraufgeführt.
- Im Frühjahr 2007 erschien bei Franckh-Kosmos Tintenherz als Brettspiel von Klaus Teuber und im Frühjahr 2009 Tintenblut von Andreas Zimmermann.
- Das erste Buch dient auch als Vorlage für den Film Tintenherz, welcher ursprünglich am 1. Mai 2008 in die deutschen Kinos kommen sollte, dessen Start aber aus studio-internen Gründen auf den 11. Dezember 2008 verschoben wurde. Regie führt der britische Regisseur Iain Softley. Besetzung: Brendan Fraser als Mortimer, Eliza Bennett als Meggie, Andy Serkis als Capricorn, Paul Bettany als Staubfinger und Helen Mirren in der Rolle der Elinor. Die Dreharbeiten des ausführenden Filmstudios New Line Cinema begannen im November 2006 in Ligurien. Es ist die fünfte Verfilmung eines Cornelia-Funke-Buchs, die erste, die in Hollywood produziert wird.[7][8] Ursprünglich war geplant, die komplette Trilogie zu verfilmen, was jedoch auf Grund des finanziellen Misserfolgs fallen gelassen wurde.

## Sonstiges
- Auf der mittelalterlichen Krämerbrücke in Erfurt gibt es eine Kinder- und Jugendbuchhandlung, die mit Cornelia Funkes Genehmigung den Namen Tintenherz trägt.
- Karin Piper-Staisch: Die Welt von Tintenherz. Illus.: Cornelia Funke, Wolfgang Staisch. Dressler, 2008, ISBN 978-3-7915-0477-3; 32-seitiges Popup-Bilderbuch mit illustrierten Informationen zu Figuren und Handlungsort der Trilogie und zur Verfilmung.

### Rezensionen
Tintenherz
- Angelika Ohland: Ein subtiles Spiel auf Leben und Tod. In: taz, 7. Oktober 2003
- Konrad Heidkamp: In der falschen Geschichte geboren. In: Die Zeit, Nr. 49/2003

Tintenblut
- Angelika Ohland: Die Macht des Lesers und die Spielräume der Autorin: Cornelia Funkes neuer Abenteuerschmöker „Tintenblut“. In: taz-Magazin, 1. Oktober 2005
- Konrad Heidkamp: Ich liebe es, wenn meine Leser flüstern. In: Die Zeit, Nr. 38/2005

Tintentod
- Franziska Quabach: Der Abschluss der Trilogie in dem die Geschichte noch einmal richtig Fahrt aufnimmt. In: Hörbuchscout, 9. Juni 2017